# Quattron
Quattron是一個用於夏普製造的LCD電視的顯示技術的品牌名字。該技術在標準的RGB（RGB紅绿藍）色子像素之外加上了黃色作為第四種顏色的子像素（RGBY紅绿藍黃），而Sharp聲稱這會使電視可顯示更多顏色，並可能更接近地模擬了人腦處理顏色的方法。這種屏幕是多原色屏幕的其中一種形式，市而上尚有其他不同的種類被同步開發中。
此科技被應用於Sharp的Quattron Aquos LCD TV產品線，特別是四十吋以上的型號。這種科技本身，與產品線分開，曾於發佈時的廣告讓乔治·武井造過代言人，被使用了"Oh My"這個catchphrase。另一個武井有參與的廣告和2010年電影壞蛋獎門人中的Minions一起宣傳了此系列的3-D 型號。

## 反響
根據影像校正儀器生產商DisplayMate Techologies總裁雷蒙德索内拉在“MaximumPC”雜誌所刊印的分析報告所指，Sharp的Quattron技術並未有能力顯示多於標準RGB色彩空間的顏色。他認為，由於內容供應商透過現成工業標準的色彩空間向用戶提供內容，所以市面上並沒有能利用到第四色彩頻道的內容。因此他認為任何所顯示的「額外」顏色均需要經由電視機以影像處理方法創造出來，以致所顯示的顏色被誇張化而失真。

## 另見
- 色深
- 色域
- Trichromacy（英语：Trichromacy），對人類視覺RGB模型的科學描述
- Tetrachromacy（英语：Tetrachromacy），除Trichromacy以外的另一套生物感光系統，可能存在於一部分人身上
- Opponent process（英语：Opponent process），一套在傳統RGB三原色以外還把黃色也當成主色的顏色理論[3]
- PenTile（一種使用RGBG或RGBW等子像素配置來表達RGB的方法）
- WhiteMagic

## 外部連結
- Aquos LCD TV (Sharp website)（页面存档备份，存于）
- Sharp LC46LE821E Review（页面存档备份，存于） – Technical assessment of Quattron TV by David Mackenzie at HDTVtest